# باشگاه فوتبال سانتوس لاگونا
باشگاه سانتوس لاگونا که معمولاً با نام سانتوس لاگونا یا سانتوس شناخته می‌شود، یک باشگاه فوتبال حرفه‌ای مکزیکی است که در لیگ مکزیک رقابت می‌کند.
سانتوس لاگونا در سال ۱۹۸۳ تأسیس شد و پس از خرید باشگاه آنجلس د پوئبلا به لیگ برتر مکزیک رسید. این باشگاه اولین بار در فصل ۸۹–۱۹۸۸ در دسته اول حضور داشت. در داخل کشور، سانتوس لاگونا ۶ قهرمانی لیگ مکزیک، و همچنین ۱ قهرمانی جام حذفی و ۱ قهرمانی جام قهرمان قهرمانان را به دست آورده‌است. همچنین دو بار به فینال جام قهرمانان کونکاکاف رسیده و در هر دو نوبت نایب قهرمان شده‌است.
سانتوس سومین باشگاه فوتبالی است که در منطقه کومارکا لاگوئرنا، پس از سان ایسیدرو لاگونا و تورن. در سال ۲۰۱۸، باشگاه سی و پنجمین سالگرد تأسیس خود را با تغییر در لوگوی خود جشن گرفت. در نظرسنجی ۱۷ فوریه ۲۰۱۳ توسط کانسولتا میتوفسکی، این تیم پنجمین تیم محبوب مکزیک بود.

## افتخارات
| مسابقات             | عنوان |
| ------------------- | ----- |
| لیگ مکزیک           | ۶     |
| جام حذفی مکزیک      | ۱     |
| جام قهرمان قهرمانان | ۱     |

## نایب قهرمانی در لیگ قهرمانان
در فصل ۱۲–۲۰۱۱، سانتوس لاگونا به لیگ قهرمانان کونکاکاف راه یافت. این تیم با موفقیت در مرحله گروهی از پس تیم‌های ایسیدرو متاپان، کلرادو رپیدز و رئال اسپانیا برآمد و به عنوان تیم اول گروه (و همچنین بیشترین امتیاز در بین تیم‌های اول هر گروه) به مرحله حذفی صعود کرد. در مرحله حذفی، این تیم در مجموع با نتیجه ۷–۳ تیم سیاتل ساندرز را درهم کوبید و همین نتیجه را در نیمه نهایی مقابل تورنتو تکرار کرد. در مسابقه فینال، این تیم با رقیب قدیمی خود، مونتری مکزیک دیدار کرد و با اینکه بازی دوم را با نتیجه ۲–۱ برد، اما به دلیل باخت ۲–۰ در بازی اول نتوانست عنوان قهرمانی را بدست بیاورد.
در فصل بعد، سانتوس لاگونا بازهم به لیگ قهرمانان راه یافت و در مرحله گروهی که این بار تنها دارای سه تیم بود، تمامی بازی‌های خود را برد و به عنوان تنها تیم صعودکننده از گروه، به مرحله حذفی راه یافت. در مرحله حذفی، سانتوس از سد تیم‌های هیوستون دینامو و سیاتل ساندرز عبور کرد و در دیدار فینال، دوباره در مقابل مونتری قرار گرفت. بازی اول در زمین سانتوس لاگونا، ۰–۰ به پایان رسید و مونتری بازی برگشت را با پیروزی ۴–۲ به اتمام رساند تا سانتوس برای دومین بار متوالی هم از حریف سنتی خود و هم از قهرمانی در لیگ قهرمانان باز بماند.